# Eupithecia aggregata
Eupithecia aggregata là một loài bướm đêm trong họ Geometridae.